# Bryn Mawr-Skyway
Bryn Mawr-Skyway és una concentració de població designada pel cens dels Estats Units a l'estat de Washington. Segons el cens del 2000 tenia 13.977 habitants.

## Demografia
Segons el cens del 2000, Bryn Mawr-Skyway tenia 13.977 habitants, 5.574 habitatges, i 3.578 famílies. La densitat de població era de 1.702,4 habitants per km².
Dels 5.574 habitatges en un 28,2% hi vivien nens de menys de 18 anys, en un 45,6% hi vivien parelles casades, en un 13,7% dones solteres, i en un 35,8% no eren unitats familiars. En el 27,9% dels habitatges hi vivien persones soles el 9,3% de les quals corresponia a persones de 65 anys o més que vivien soles. El nombre mitjà de persones vivint en cada habitatge era de 2,5 i el nombre mitjà de persones que vivien en cada família era de 3,08.
Per edats la població es repartia de la següent manera: un 22,8% tenia menys de 18 anys, un 7,9% entre 18 i 24, un 31% entre 25 i 44, un 24,4% de 45 a 60 i un 13,9% 65 anys o més.
L'edat mediana era de 38 anys. Per cada 100 dones de 18 o més anys hi havia 95,3 homes.
La renda mediana per habitatge era de 47.385 $ i la renda mediana per família de 55.927 $. Els homes tenien una renda mediana de 38.821 $ mentre que les dones 31.443 $. La renda per capita de la població era de 23.294 $. Aproximadament el 6,4% de les famílies i el 7,7% de la població estaven per davall del llindar de pobresa.

## Poblacions més properes
El següent diagrama mostra les poblacions més properes.